# Elías Villanueva
Elías Villanueva Delgado (Chile, 3 de mayo de 1845 - 24 de abril de 1913) fue un político argentino.
Si bien nació en Chile, desarrolló su vida política en Mendoza. Fue Diputado Provincial y Gobernador de la Provincia de Mendoza en tres oportunidades.
El 16 de octubre del año 1876, en la transición entre los gobernadores Francisco Civit y Joaquín Villanueva ocupó interinamente del cargo debido a la ausencia temporaria de este último, el que finalmente llegó y asumió el 17 de noviembre de 1876.
El 15 de febrero de 1878 el colegio electoral lo elige para ocupar efectivamente el puesto de Gobernador de la Provincia, hasta el 15 de febrero de 1881, cuando lo cede a José Miguel Segura. Durante su mandato, el 30 de septiembre de 1879, lo sustituye interinamente por un mes en el cargo Nicolás Godoy.
En una tercera oportunidad lo ocupará entre 1901 y 1904 cuando entregará el mando a Carlos Galigniana Segura su sobrino político, con quien se cierra  la etapa de los gobiernos de familia. Luego sería elegido Senador Nacional.